# ان‌جی‌سی ۳۱۸۴
ان‌جی‌سی ۳۱۸۴ (به انگلیسی: NGC 3184) یک کهکشان مارپیچی است که درفاصله ۲۵ میلیون سال نوری از زمین در صورت فلکی دب اکبر قرار دارد.